# Jan Pankiewicz
Jan Pankiewicz (ur. 22 grudnia 1816 w Kopyłowie, zm. 28 kwietnia 1899 w Warszawie) – polski matematyk, pedagog, tłumacz oraz encyklopedysta .

## Życiorys
Urodził się 22 grudnia 1816 roku w lubelskiej wsi Kopyłów w Królestwie Polskim. Początkowe wykształcenie odebrał w szkole wydziałowej w Hrubieszowie, a średnie w szkole wojewódzkiej w Lublinie, którą ukończył w 1836 roku na wydziale technologicznym. W tym samym roku przeniósł się do Petersburga gdzie studiował na wydziale fizyko-matematycznym Uniwersytetu Petersburskiego, który w 1840 ukończył ze stopniem kandydata .
Po studiach wyjechał jako uczestnik wyprawy eksploracyjnej, wysłanej przez petersburską Akademię Umiejętności pod przewodnictwem A. Baera nad brzegi morza Białego i oceanu Lodowatego. We wrześniu 1840 roku Pankiewicz przeniósł się do Warszawy, w której pracował do końca życia jako nauczyciel w warszawskich szkołach. Był znanym pedagogiem matematyki w Warszawie, który w latach 1840–1895 wykształcił pokolenia uczniów. Czasopismo „Wszechświat” zanotowało na ten temat anegdotę, że Pankiewicz „odpowiedział młodemu technikowi, który, nie wiedząc z kim rozmawia, odezwał się do Pankiewicza pogardliwie, że „trzeba umieć liczyć”, aby zabierać głos w danej sprawie, (Pankiewicz) odrzekł ze stanowczością i dumą: „Ja uczyłem liczyć tych, którzy pana uczyli liczyć”” .
W 1840 został nauczycielem matematyki w Gimnazjum Realnym, które wówczas było największą uczelnią w kraju. Obok tych obowiązków w 1848 roku prowadził także wykłady geometrii wykreślnej na wydziale budownictwa w Szkole Sztuk Pięknych. W 1854 został członkiem komitetu egzaminacyjnego do przedmiotów matematycznych, a w końcu 1854 roku został mianowany inspektorem Gimnazjum Realnego, w którym od 1862 pełnił obowiązki rektora .
Pochowany na cmentarzu Powązkowskim (kwatera II-2-4). Po jego śmierci uczniowie i wychowankowie ufundowali stypendium jego imienia w wysokości 3300 rubli (z możliwością powiększenia do wysokości 5000 rubli) przeznaczone dla zdolnego ucznia warszawskich szkół średnich, wyznania rzymskokatolickiego, z pochodzenia Polaka, które uzyskało zatwierdzenie ówczesnego ministra oświaty publicznej .

## Dzieła
Publikował w XIX wiecznej prasie, a także tłumaczył literaturę naukową. Przełożył na język polski :
- Chemię organiczną, Justus von Liebig,
- Planimetrię, Adrien-Marie Legendre, kilka wydań w latach 1850–1860

Oprócz powyższych opracowań i przekładów Pankiewicz napisał niemal wszystkie artykuły treści matematycznej w 28 tomowej Encyklopedii Powszechnej Orgelbranda, której był jednym z redaktorów, z którą stale współpracował w latach 1858–1868  .